# Saint-Affrique (tổng)
Tổng Saint-Affrique là một tổng thuộc tỉnh Aveyron trong vùng Occitanie.

## Địa lý
Tổng này được tổ chức xung quanh Saint-Affrique ở quận Millau. Độ cao khu vực này dao động từ 234 m (Saint-Izaire) đến 862 m (La Bastide-Pradines) với độ cao trung bình 375 m.

## Hành chính
| Giai đoạn | Ủy viên        | Đảng | Tư cách                       |
| --------- | -------------- | ---- | ----------------------------- |
| 2004-2010 | Jean-Luc Malet | PS   | Phó thị trưởng Saint-Affrique |

## Các đơn vị trực thuộc
Tổng Saint-Affrique gồm 11 xã với dân số 11 815 người (điều tra dân số năm 1999, dân số không tính trùng)
| Xã                     | Dân số | Mã bưu chính | Mã insee |
| ---------------------- | ------ | ------------ | -------- |
| La Bastide-Pradines    | 98     | 12490        | 12022    |
| Calmels-et-le-Viala    | 207    | 12400        | 12042    |
| Roquefort-sur-Soulzon  | 679    | 12250        | 12203    |
| Saint-Affrique         | 7 507  | 12400        | 12208    |
| Saint-Félix-de-Sorgues | 196    | 12400        | 12222    |
| Saint-Izaire           | 317    | 12480        | 12228    |
| Saint-Jean-d'Alcapiès  | 163    | 12250        | 12229    |
| Saint-Rome-de-Cernon   | 794    | 12490        | 12243    |
| Tournemire             | 416    | 12250        | 12282    |
| Vabres-l'Abbaye        | 1 085  | 12400        | 12286    |
| Versols-et-Lapeyre     | 353    | 12400        | 12292    |

## Biến động dân số
| 1962                                                     | 1968   | 1975   | 1982   | 1990   | 1999   |
| -------------------------------------------------------- | ------ | ------ | ------ | ------ | ------ |
| 11 679                                                   | 12 767 | 12 613 | 12 833 | 12 322 | 11 815 |
| Nombre retenu à partir de 1962 : dân số không tính trùng |        |        |        |        |        |